# Exetastes niblus
Exetastes niblus là một loài tò vò trong họ Ichneumonidae.